# 孙桂华
孙桂华（1951年—），河北河间人，汉族，中华人民共和国政治人物、第十一届全国人民代表大会黑龙江地区代表。
毕业于黑龙江大学法学院民商法学专业，是中共党员。哈尔滨市人民检察院反贪局局长。2008年起担任全国人大代表。